# Martírio de Santa Úrsula
Martírio de Santa Úrsula é uma pintura do artista italiano Michelangelo Merisi de Caravaggio, concluída em 1610. Acredita-se que foi sua última obra. É parte da coleção da Galeria do Palazzo Zevallos Stigliano, em Nápoles, na Itália.
Segundo uma versão da lenda hagriográfica de Santa Úrsula, ela e suas onze mil companheiras virgens teriam sido capturadas pelos hunos. As onze mil virgens teriam sido abatidas, mas o rei dos hunos teria sido dominado pela modéstia e beleza de Ursula, e a pedido em casamento. Úrsula teria recusado,  e o rei a teria atravessado com uma flecha. 

## História
Caravaggio pintou Santa Úrsula em 1610, em Nápoles, para Marcantonio Doria, um nobre de Gênova de 25 anos de idade. Doria tornara-se um colecionador fervoroso da obra de Caravaggio e encomendou a pintura para marcar a entrada de sua enteada em uma ordem religiosa, como irmã Ursula. A data da pintura pode ser situada pouco antes de 11 de maio de 1610, quando o procurador de Doria em Nápoles, Lanfranco Massa, escreveu a seu mestre que a pintura estava terminada. O agente escreveu que houve um pequeno acidente no dia anterior, quando ele tentara acelerar a secagem da tela deixando-a ao sol, o que acabou por amolecer o verniz.  O agente disse a Doria para não se preocupar, pois ele a levaria de volta a Caravaggio para ser consertada, e aconselhou-o a encomendar mais obras do artista, pois "as pessoas estão brigando por ele [Caravaggio] e essa é uma boa oportunidade". No entanto, o documento original não é claro e esta pode ser uma referência a outro artista, de quem Marcantonio também encomendou trabalhos. A pintura foi recebida em Gênova em 18 de junho e Doria ficou encantado, colocando-a com seus Rafaels e Leonardos e com seu frasco do "autêntico sangue" de João Batista. 
Em seu testamento, de 19 de outubro de 1651, Marcantonio deixou sua coleção de arte para seu filho mais velho, Nicolò, príncipe de Angri e duque de Eboli. A propriedade foi transferida para Nápoles por Maria Doria Cattaneo, em 1832. A pintura está listada no inventário da herança de Giovan Carlo Doria, elaborado em 1854-55, no Palazzo Doria d'Angri allo Spirito Santo, em Nápoles.
Caravaggio chegou a Nápoles da Sicília em setembro ou outubro de 1609. Em poucos dias, ele foi atacado, na saída de um restaurante, por quatro homens armados, levando a rumores de que ele havia sido morto ou desfigurado. É provável que ele tenha demorado muito para se recuperar, mas é difícil vincular mais do que um punhado de obras, e a maioria delas hesitantemente, a essa segunda estadia do artista na cidade. A tela Santa Úrsula, no entanto, tem sido unanimemente identificada positivamente. Ela marca mais uma mudança no estilo do artista: na Sicília, ele continuou o esquema de composição introduzido em Decapitação de São João Batista, mostrando um pequeno grupo de figuras diminuídas pela arquitetura maciça, mas Ursula marca o retorno a uma cena que traz a ação diretamente para o espaço do espectador, no exato momento em que o rei Huno solta sua flecha e Ursula olha para baixo com uma expressão de leve surpresa. À direita e à retaguarda, espectadores olham em choque, um deles, com o rosto virado para trás atrás de Ursula, parece ser o próprio Caravaggio. Todos que viram a pintura ficaram atordoados, informou o agente de Doria. O próprio Doria poderia ter ficado feliz em ver seu artista favorito, sem cicatrizes, apesar de todos os rumores. 
Santa Úrsula foi uma das últimas pinturas feitas por Caravaggio. Em julho, ele partiu de barco para receber o perdão do papa por sua participação na morte de um jovem em duelo em 1606. Contudo, antes disso ele morreu em circunstâncias pouco claras, embora uma febre seja a causa mais citada, em Porto Ercole, na costa norte de Roma. 